# سد نادری
بند نادری یک سد قدیمی خاکی است که بنا به برخی گفته‌ها مربوط به دوره افشار است و در ۵ کیلومتری شهرستان کلات، واقع شده است. این اثر در تاریخ ۲۳ فروردین ۱۳۴۶ با شمارهٔ ثبت ۶۶۰ به‌عنوان یکی از آثار ملی ایران به ثبت رسیده است.

## معماری
مصالح اصلی به کار رفته در این بند طبق گفته سازمان میراث فرهنگی از سنگ و ساروج است. البته این بند از زمان ساخت، بالاخص در چند سال دهه اخیر، چندین بار مورد مرمت و بازسازی قرار گرفته است و به دلیل حفاظت از این بنای تاریخی، در دهه ۹۰ شمسی، رفتن به روی خود سد توسط سازمان میراث فرهنگی ممنوع شد و به دور آن میله‌های آهنی جهت حفاظت بیشتر، قرار گرفت.
در نما و پوشش این بند از آجرهای قرمز رنگ استفاده شده است. دیوار سد دارای حالت نیم دایره و شبیه سدهای هلالی با فرورفتگی بسیار کم می‌باشد. به طوری که اگر از نزدیک به مصالح درون بند نگاه کنید، متوجه ساروج و سنگ‌های به کار رفته در آن می‌شوید.
ارتفاع این بنا از کف رودخانه طبق گفته سازمان میراث فرهنگی ۲۵ متر و عرض آن بیش از ۷ الی ۱۲ متر می‌باشد. گفتنی است هرچقدر از خود بند به سمت خارج از شهر کلات حرکت کنید و به روستای قله‌زو نزدیک‌تر شوید، ارتفاع و عرض کوه‌های اطراف شماافزایش می‌یابد و دره‌ها عمیق‌تر می‌شود به طوری که برخی از افراد، دره‌های اطراف شهر قله زو را به عنوان یکی از عمیق‌ترین دره‌های ایران می‌شناسند.
این بند دارای سه دهانه عمودی به فواصل مختلف می‌باشد که دو دهانه زیرین برای کاهش فشار آب و دهانه سوم که در قسمت بالا است به منظور تقسیم آب تعبیه شده است. هدف کلی از اهداث این سد، تقسیم آب بین مزارع کشاورزی و جلوگیری از هدر رفت آن به کشور ترکمنستان بود.

## مکان دقیق
این بند در حدود ۵ کیلومتر پایین‌تر از شهر کلات به سمت روستای نفطه و قله‌زو و بر روی رودخانه ژرف‌رود ساخته شده است.
ناگفته نماند به دلیل قرار دادن میله‌های آهنی در اطراف بند، رفتن به بالای بند برای گردشگران و عموم مردم امکان‌پذیر نیست اما می‌توان از پشت میله‌های محافظتی، به راحتی بند را مشاهده کرد.

## پیشینه تاریخی
اهالی کلات این سد را به نادرشاه افشار نسبت می‌دهند اما بعضی از محققین، ساختمان آن را از آثار الغ بیگ فرزند شاهرخ گورکانی می‌دانند. اما به نظر مهدی بامدادی در کتاب آثار تاریخی کلات و سرخس، بنای سد را مربوط به سلجوقیان و بالاخص سلطان سنجر سلجوقی می‌داند.